# JsMath
jsMath est une  bibliothèque logicielle en JavaScript pour l'affichage de  mathématiques dans un  navigateur web dans un mode multi-plateforme.  jsMath est un logiciel libre distribué sous licence Apache.  Son concurrent direct est Mathjax, conçu pour être le successeur de jsMath.